# Seznam dílů seriálu BoJack Horseman
Toto je seznam dílů seriálu BoJack Horseman.

## Přehled řad
| Řada | Díly | Premiéra na Netflixu                              |
| ---- | ---- | ------------------------------------------------- |
| 1    | 12   | 22. srpna 2014                                    |
| 2    | 12   | 17. července 2015                                 |
| 3    | 12   | 22. července 2016                                 |
| 4    | 12   | 8. září 2017                                      |
| 5    | 12   | 14. září 2018                                     |
| 6    | 16   | 25. října 2019 (1. část) 31. ledna 2020 (2. část) |

## Seznam dílů

### První řada (2014)
| Č. v seriálu | Č. v řadě | Původní název                                           | Režie           | Scénář               | Premiéra na Netflixu |
| ------------ | --------- | ------------------------------------------------------- | --------------- | -------------------- | -------------------- |
| 1            | 1         | BoJack Horseman: The BoJack Horseman Story, Chapter One | Joel Moser      | Raphael Bob-Waksberg | 22. srpna 2014       |
| 2            | 2         | BoJack Hates the Troops                                 | J.C. Gonzalez   | Raphael Bob-Waksberg | 22. srpna 2014       |
| 3            | 3         | Prickly-Muffin                                          | Martin Cendreda | Raphael Bob-Waksberg | 22. srpna 2014       |
| 4            | 4         | Zoës and Zeldas                                         | Amy Winfrey     | Peter A. Knight      | 22. srpna 2014       |
| 5            | 5         | Live Fast, Diane Nguyen                                 | Joel Moser      | Caroline Williams    | 22. srpna 2014       |
| 6            | 6         | Our A-Story is a 'D' Story                              | J.C. Gonzalez   | Scott Marder         | 22. srpna 2014       |
| 7            | 7         | Say Anything                                            | Martin Cendreda | Joe Lawson           | 22. srpna 2014       |
| 8            | 8         | The Telescope                                           | Amy Winfrey     | Mehar Sethi          | 22. srpna 2014       |
| 9            | 9         | Horse Majeure                                           | Joel Moser      | Peter A. Knight      | 22. srpna 2014       |
| 10           | 10        | One Trick Pony                                          | J.C. Gonzalez   | Laura Gutin Peterson | 22. srpna 2014       |
| 11           | 11        | Downer Ending                                           | Amy Winfrey     | Kate Purdy           | 22. srpna 2014       |
| 12           | 12        | Later                                                   | Martin Cendreda | Raphael Bob-Waksberg | 22. srpna 2014       |

#### Speciální díl (2014)
| Č. v seriálu | Původní název            | Režie         | Scénář               | Premiéra na Netflixu |
| ------------ | ------------------------ | ------------- | -------------------- | -------------------- |
| 13           | Sabrina's Christmas Wish | J.C. Gonzalez | Raphael Bob-Waksberg | 19. prosince 2014    |

### Druhá řada (2015)
| Č. v seriálu | Č. v řadě | Původní název    | Režie         | Scénář                         | Premiéra na Netflixu |
| ------------ | --------- | ---------------- | ------------- | ------------------------------ | -------------------- |
| 14           | 1         | Brand New Couch  | Amy Winfrey   | Raphael Bob-Waksberg           | 17. července 2015    |
| 15           | 2         | Yesterdayland    | J.C. Gonzalez | Peter A. Knight                | 17. července 2015    |
| 16           | 3         | Still Broken     | Amy Winfrey   | Mehar Sethi                    | 17. července 2015    |
| 17           | 4         | After the Party  | J.C. Gonzalez | Joe Lawson                     | 17. července 2015    |
| 18           | 5         | Chickens         | Mike Roberts  | Joanna Calo                    | 17. července 2015    |
| 19           | 6         | Higher Love      | J.C. Gonzalez | Vera Santamaria                | 17. července 2015    |
| 20           | 7         | Hank After Dark  | Amy Winfrey   | Kelly Galuska                  | 17. července 2015    |
| 21           | 8         | Let's Find Out   | Matt Mariska  | Alison Flierl a Scott Chernoff | 17. července 2015    |
| 22           | 9         | The Shot         | Matt Mariska  | Elijah Aron a Jordan Young     | 17. července 2015    |
| 23           | 10        | Yes And          | J.C. Gonzalez | Mehar Sethi                    | 17. července 2015    |
| 24           | 11        | Escape From L.A. | Amy Winfrey   | Joe Lawson                     | 17. července 2015    |
| 25           | 12        | Out to Sea       | Mike Roberts  | Elijah Aron a Jordan Young     | 17. července 2015    |

### Třetí řada (2016)
| Č. v seriálu | Č. v řadě | Původní název                 | Režie              | Scénář                         | Premiéra na Netflixu |
| ------------ | --------- | ----------------------------- | ------------------ | ------------------------------ | -------------------- |
| 26           | 1         | Start Spreading The News      | J.C. Gonzalez      | Joe Lawson                     | 22. července 2016    |
| 27           | 2         | The BoJack Horseman Show      | Adam Parton        | Vera Santamaria                | 22. července 2016    |
| 28           | 3         | BoJack Kills                  | Amy Winfrey        | Kelly Galuska                  | 22. července 2016    |
| 29           | 4         | Fish Out of Water             | Mike Hollingsworth | Elijah Aron a Jordan Young     | 22. července 2016    |
| 30           | 5         | Love And/Or Marriage          | J.C. Gonzalez      | Peter A. Knight                | 22. července 2016    |
| 31           | 6         | Brrap Brrap Pew Pew           | Amy Winfrey        | Joanna Calo                    | 22. července 2016    |
| 32           | 7         | Stop the Presses              | Adam Parton        | Joe Lawson                     | 22. července 2016    |
| 33           | 8         | Old Acquaintance              | J.C. Gonzalez      | Alison Flierl a Scott Chernoff | 22. července 2016    |
| 34           | 9         | Best Thing That Ever Happened | Amy Winfrey        | Kate Purdy                     | 22. července 2016    |
| 35           | 10        | It's You                      | Adam Parton        | Vera Santamaria                | 22. července 2016    |
| 36           | 11        | That's Too Much, Man!         | J.C. Gonzalez      | Elijah Aron a Jordan Young     | 22. července 2016    |
| 37           | 12        | That Went Well                | Amy Winfrey        | Raphael Bob-Waksberg           | 22. července 2016    |

### Čtvrtá řada (2017)
| Č. v seriálu | Č. v řadě | Původní název               | Režie               | Scénář                     | Premiéra na Netflixu |
| ------------ | --------- | --------------------------- | ------------------- | -------------------------- | -------------------- |
| 38           | 1         | See Mr. Peanutbutter Run    | Amy Winfrey         | Peter A. Knight            | 8. září 2017         |
| 39           | 2         | The Old Sugarman Place      | Anne Walker Farrell | Kate Purdy                 | 8. září 2017         |
| 40           | 3         | Hooray! Todd Episode!       | Aaron Long          | Elijah Aron a Jordan Young | 8. září 2017         |
| 41           | 4         | Commence Fracking           | Matt Garofalo       | Joanna Calo                | 8. září 2017         |
| 42           | 5         | Thoughts and Prayers        | Amy Winfrey         | Nick Adams                 | 8. září 2017         |
| 43           | 6         | Stupid Piece of Sh*t        | Anne Walker Farrell | Alison Tafel               | 8. září 2017         |
| 44           | 7         | Underground                 | Aaron Long          | Kelly Galuska              | 8. září 2017         |
| 45           | 8         | The Judge                   | Otto Murga          | Elijah Aron a Jordan Young | 8. září 2017         |
| 46           | 9         | Ruthie                      | Amy Winfrey         | Joanna Calo                | 8. září 2017         |
| 47           | 10        | lovin that cali lifestyle!! | Anne Walker Farrell | Peter A. Knight            | 8. září 2017         |
| 48           | 11        | Time's Arrow                | Aaron Long          | Kate Purdy                 | 8. září 2017         |
| 49           | 12        | What Time Is It Right Now   | Tim Rauch           | Raphael Bob-Waksberg       | 8. září 2017         |

### Pátá řada (2018)
| Č. v seriálu | Č. v řadě | Původní název            | Režie               | Scénář               | Premiéra na Netflixu |
| ------------ | --------- | ------------------------ | ------------------- | -------------------- | -------------------- |
| 50           | 1         | The Light Bulb Scene     | Adam Parton         | Kate Purdy           | 14. září 2018        |
| 51           | 2         | The Dog Days Are Over    | Amy Winfrey         | Joanna Calo          | 14. září 2018        |
| 52           | 3         | Planned Obsolescence     | Aaron Long          | Elijah Aron          | 14. září 2018        |
| 53           | 4         | BoJack the Feminist      | Anne Walker Farrell | Nick Adams           | 14. září 2018        |
| 54           | 5         | The Amelia Earhart Story | Adam Parton         | Joe Lawson           | 14. září 2018        |
| 55           | 6         | Free Churro              | Amy Winfrey         | Raphael Bob-Waksberg | 14. září 2018        |
| 56           | 7         | INT. SUB                 | Aaron Long          | Alison Tafel         | 14. září 2018        |
| 57           | 8         | Mr. Peanutbutter's Boos  | Anne Walker Farrell | Kelly Galuska        | 14. září 2018        |
| 58           | 9         | Ancient History          | Peter Merryman      | Rachel Kaplan        | 14. září 2018        |
| 59           | 10        | Head in the Clouds       | Amy Winfrey         | Peter A. Knight      | 14. září 2018        |
| 60           | 11        | The Showstopper          | Aaron Long          | Elijah Aron          | 14. září 2018        |
| 61           | 12        | The Stopped Show         | Anne Walker Farrell | Joanna Calo          | 14. září 2018        |

### Šestá řada (2019–2020)
| Č. v seriálu | Č. v řadě | Původní název                               | Režie          | Scénář               | Premiéra na Netflixu |
| ------------ | --------- | ------------------------------------------- | -------------- | -------------------- | -------------------- |
| 62           | 1         | A Horse Walks into a Rehab                  | Peter Merryman | Elijah Aron          | 25. října 2019       |
| 63           | 2         | The New Client                              | Amy Winfrey    | Nick Adams           | 25. října 2019       |
| 64           | 3         | Feel-Good Story                             | Mollie Helms   | Alison Tafel         | 25. října 2019       |
| 65           | 4         | Surprise!                                   | Adam Parton    | Peter A. Knight      | 25. října 2019       |
| 66           | 5         | A Little Uneven, Is All                     | Peter Merryman | Rachel Kaplan        | 25. října 2019       |
| 67           | 6         | The Kidney Stays in the Picture             | Mollie Helms   | Minhal Baig          | 25. října 2019       |
| 68           | 7         | The Face of Depression                      | Aaron Long     | Shauna McGarry       | 25. října 2019       |
| 69           | 8         | A Quick One, While He's Away                | Amy Winfrey    | Raphael Bob-Waksberg | 25. října 2019       |
| 70           | 9         | Intermediate Scene Study w/ BoJack Horseman | Adam Parton    | Joe Lawson           | 31. ledna 2020       |
| 71           | 10        | Good Damage                                 | James Bowman   | Joanna Calo          | 31. ledna 2020       |
| 72           | 11        | Sunk Cost and All That                      | Amy Winfrey    | Jonny Sun            | 31. ledna 2020       |
| 73           | 12        | Xerox of a Xerox                            | Aaron Long     | Nick Adams           | 31. ledna 2020       |
| 74           | 13        | The Horny Unicorn                           | Adam Parton    | Amy Schwartz         | 31. ledna 2020       |
| 75           | 14        | Angela                                      | James Bowman   | Shauna McGarry       | 31. ledna 2020       |
| 76           | 15        | The View From Halfway Down                  | Amy Winfrey    | Alison Tafel         | 31. ledna 2020       |
| 77           | 16        | Nice While It Lasted                        | Aaron Long     | Raphael Bob-Waksberg | 31. ledna 2020       |